# Косвена красота
„Косвена красота“ (на английски: Collateral Beauty) е американска фантастична драма от 2016 г. на режисьора Дейвид Франкел по сценарий на Алън Лоуб, и участват Уил Смит, Едуард Нортън, Кийра Найтли, Майкъл Пеня, Наоми Харис, Джейкъб Латимор, Кейт Уинслет и Хелън Мирън.